# Ultimo (Italia)
Ultimo (Ulten in tedesco, Òutem in solandro) è un comune italiano di 2 920 abitanti della provincia autonoma di Bolzano in Trentino-Alto Adige.

## Geografia fisica
Si trova in fondo alla Val d'Ultimo, una valle laterale (destra orografica dell'Adige) della Val d'Adige. Abitualmente la si raggiunge passando da Lana.
Ultimo è bagnato dal torrente Valsura.

## Origini del nome
Il toponimo è attestato come Ultun nel 1082-1098, come Ultime nel 1169-1172, come Ulten nel 1208 e come Ultimis nel 1230 e deriva con tutta probabilità dal latino ultimus ("estremo").

## Storia
La microtoponomastica storica, quasi esclusivamente di lingua tedesca, indica che la valle è stata con ogni probabilità colonizzata in modo capillare dai baiuvari nell'alto Medioevo. Fino alla prima età moderna, la valle era una distretto giudiziale dei conti del Tirolo composta da dodici "Werchen" e amministrata da funzionari principeschi. Come tale, "Ulreich Fulhyn, phleger in Ultenn" è menzionato in un documento del 1434.
Il comune di Ultimo è stato creato nel 1810 dalla fusione delle località di Pracupola (Kuppelwies), Santa Gertrude, San Nicolò, San Pancrazio e Santa Valburga, e nel 1950 la frazione di San Pancrazio si è separata, divenendo di nuovo un comune autonomo.
A Santa Gertrude (St. Gertraud), una frazione di Ultimo, in località Klapfberg vi sono tre esemplari di larici ritenuti millenari, in quanto un quarto esemplare caduto durante una tempesta negli anni 30 aveva circa duemila anelli. Sono classificati come "monumenti naturali" da parte della Provincia autonoma di Bolzano. La medesima frazione, tra gli anni settanta e ottanta, godette di una certa visibilita mediatica a seguito dell'omicidio, perpetrato nel novembre 1973, della perpetua della locale parrocchia, per il quale venne inquisito e poi prosciolto (per assenza di prove) l'allora parroco don Josef Steinkasserer. Il fatto rientra tra i più eminenti cold case della cronaca nera italiana.

### Simboli
È l'insegna dei Conti di Eschenlohe, che subentrarono ai Conti di Ultimo quando il casato si estinse; l'aquila rappresenta l'appartenenza degli Eschenlohe al Tirolo. Lo stemma è stato adottato nel 1967.

## Società

### Appartenenza linguistica
La sua popolazione è per la quasi totalità di madrelingua tedesca:
| %      | Ripartizione linguistica (gruppi principali) |
| ------ | -------------------------------------------- |
| 99,09% | madrelingua tedesca                          |
| 0,84%  | madrelingua italiana                         |
| 0,07%  | madrelingua ladina                           |

### Evoluzione demografica
Abitanti censiti

## Monumenti e luoghi d'interesse

### Architetture religiose
- Chiesa di Santa Valburga, parrocchiale
- Chiesa di Santa Geltrude, parrocchiale nella frazione di Santa Gertrude
- Chiesa dei Santi Nicolò e Lorenzo, parrocchiale nella frazione di San Nicolò

## Amministrazione
| Periodo | Periodo | Primo cittadino   | Partito | Carica  | Note |
| ------- | ------- | ----------------- | ------- | ------- | ---- |
| 2005    | 2010    | Rudolf Ties       | SVP     | Sindaco |      |
| 2010    | 2020    | Beatrix Mairhofer | SVP     | Sindaco |      |
| 2020    |         | Stefan Schwarz    | SVP     | Sindaco |      |